# Excelsior (Wisconsin)
Excelsior – miasto w Stanach Zjednoczonych, w stanie Wisconsin, w hrabstwie Sauk.